# 湖北体育产业集团篮球俱乐部
湖北体育产业集团篮球俱乐部，前身武汉锟鹏篮球俱乐部成立於2022年7月27日，由中傳建設有限公司投資以及湖北省体育局和武漢市體育局的支持下成立，2022年開始參加全国男子篮球联赛（NBL），首任總教練為德拉甘·罗萨。2024年湖北文化旅游集团成立武汉鄂体通篮球俱乐部，續以「武汉锟鹏」參加2024年NBL賽季，2025年「湖北文旅男子篮球队」成立，由湖北体育产业集团篮球俱乐部运营。

## 外部連結
- 湖北体育产业集团篮球俱乐部的新浪微博